# Piratula acuminata
Espèce
Piratula acuminata est une espèce d'araignées aranéomorphes de la famille des Lycosidae.

## Distribution
Cette espèce est endémique du Bengale-Occidental en Inde,. Elle se rencontre dans le district de South 24 Parganas.

## Description
Le mâle holotype mesure 8,81 mm et la femelle paratype 10,57 mm.

## Publication originale
- Sudhin, Sankaran & Sen, 2025 : « First record of the genus Piratula Roewer, 1960 from India, with the description of a new species (Araneae: Lycosidae: Zoicinae). » Zootaxa, no 5659(4), p. 593-598.